# Rezension
Eine Rezension (lateinisch recensio „Musterung, quantitative Prüfung, Bestandsaufnahme“, von recensere „erzählen, aufzählen, zusammenstellen“) oder auch Besprechung (zuweilen auch im deutschen Sprachraum anglisiert zu Review) ist in der Regel eine in Druckerzeugnissen oder digitalen Medien schriftlich niedergelegte, zuweilen aber auch mündlich in Funk, Film oder Fernsehen veröffentlichte Form einer Kritik, die einen bestimmten, neu erschienenen Gegenstand eines abgegrenzten Themenfeldes vorstellt und wertend behandelt. Es werden in ihr Inhalte wissenschaftlicher Erkenntnisse, kultureller Schöpfungen wie auch Gebrauchsgüter analysiert und in der Regel anhand sach- und fachgemäßer Normen bewertet.
Rezensionen sind häufig mit bis zu drei Seiten eher knapp gehalten, können aber in der journalistischen Darstellungsform des Essays auch weit mehr Seiten bis zum Umfang eines eigenständigen Buches einnehmen. Als Teil eines wissenschaftlichen Diskurses bilden Rezensionen eine unmittelbare Antwort z. B. auf eine in einer Fachzeitschrift veröffentlichten These oder Theorie.
Als Teil des Feuilletons erscheinen Rezensionen zeitnah kurz vor oder nach der Veröffentlichung ihres Betrachtungsgegenstandes. Während jedoch zum Beispiel bei einer Filmkritik Vorabbesprechungen üblich sind, versuchen Buchverlage für Literaturkritiken bzw. Buchbesprechungen meist einen Zeitpunkt mit oder nach Erscheinen eines Buches vorzugeben.
In der Regel rezensieren gleich mehrere Rezensenten unabhängig voneinander den Gegenstand ihrer Betrachtung. Deren selten einhellige Bewertung kann von uneingeschränktem Lob bis zum Totalverriss reichen, sodass in den Rezensionen oftmals auch völlig gegensätzliche Auffassungen und Bewertungen vertreten werden.

## Zuordnungen